# Campeonato Europeo de Lucha de 1995
El XLVII Campeonato Europeo de Lucha se celebró en el año 1995 en dos sedes distintas. Las competiciones de lucha grecorromana en Besanzón (Francia) y las de lucha libre en Friburgo (Alemania). Fue organizado por la Federación Internacional de Luchas Asociadas (FILA) y las correspondientes federaciones nacionales de los países sedes respectivos.

## Resultados

### Lucha grecorromana
| Evento | Oro                            | Plata                           | Bronce                           |
| ------ | ------------------------------ | ------------------------------- | -------------------------------- |
| 48 kg  | Ioannis Agatzanián · Grecia    | Zafar Guliyev · Rusia           | Oleg Kutscherenko · Alemania     |
| 52 kg  | Armen Nazarian Armenia         | Alfred Ter-Mkrtchyan · Alemania | Andri Kalashnykov · Ucrania      |
| 57 kg  | Ruslan Jakymov · Ucrania       | Agasi Manukian Armenia          | Jan Ulbrich · Alemania           |
| 62 kg  | Włodzimierz Zawadzki · Polonia | Serguei Martynov · Rusia        | Igor Petrenko Bielorrusia        |
| 68 kg  | Ghani Yalouz Francia           | Ryszard Wolny · Polonia         | Marko Yli-Hannuksela · Finlandia |
| 74 kg  | Stoyan Stoyanov Bulgaria       | Mircea Constantin · Rumania     | Vladimir Kopytov Bielorrusia     |
| 82 kg  | Serguei Tsvir · Rusia          | Jristo Stanchev Bulgaria        | Gocha Tsitsiashvili Israel       |
| 90 kg  | Gogui Koguashvili · Rusia      | Maik Bullmann · Alemania        | Viacheslav Olinyk · Ucrania      |
| 100 kg | Mikael Ljungberg · Suecia      | Heorhi Saldadze · Ucrania       | Serguei Lishtvan Bielorrusia     |
| 130 kg | Alexandr Karelin · Rusia       | Şaban Donat Turquía             | Serghei Mureico Moldavia         |

### Lucha libre
| Evento | Oro                           | Plata                     | Bronce                        |
| ------ | ----------------------------- | ------------------------- | ----------------------------- |
| 48 kg  | Vugar Orudzhov · Rusia        | László Óváry · Hungría    | Viktor Yefteni · Ucrania      |
| 52 kg  | Namiq Abdullayev Azerbaiyán   | Metin Topaktaş Turquía    | Ivan Tsonov Bulgaria          |
| 57 kg  | Aslanbek Fidarov · Ucrania    | Serafim Barzakov Bulgaria | Arif Abdullayev Azerbaiyán    |
| 62 kg  | Magomed Azizov · Rusia        | Jürgen Scheibe · Alemania | Siarhei Smal Bielorrusia      |
| 68 kg  | Vadim Boguiyev · Rusia        | Yüksel Şanlı Turquía      | Arayik Guevorguian Armenia    |
| 74 kg  | Alexander Leipold · Alemania  | Turan Ceylan Turquía      | Nazyr Gadzhijanov · Rusia     |
| 82 kg  | Məhəmməd İbrahimov Azerbaiyán | Serhi Hubryniuk · Ucrania | Rasul Katinovasov · Rusia     |
| 90 kg  | Majarbek Jadartsev · Rusia    | Eldar Kurtanidze Georgia  | Saguid Murtazaliyev · Ucrania |
| 100 kg | David Musulbes · Rusia        | Milan Mazáč · Eslovaquia  | Arawat Sabejew · Alemania     |
| 130 kg | Mahmut Demir Turquía          | Merab Valiyev · Ucrania   | Leri Jabelov · Rusia          |

## Medallero
| Núm. | País        | Oro | Plata | Bronce | Total |
| ---- | ----------- | --- | ----- | ------ | ----- |
| 1    | Rusia       | 8   | 2     | 3      | 13    |
| 2    | Ucrania     | 2   | 3     | 4      | 9     |
| 3    | Azerbaiyán  | 2   | 0     | 1      | 3     |
| 4    | Turquía     | 1   | 4     | 0      | 5     |
| 5    | Alemania    | 1   | 3     | 3      | 7     |
| 6    | Bulgaria    | 1   | 2     | 1      | 4     |
| 7    | Armenia     | 1   | 1     | 1      | 3     |
| 8    | Polonia     | 1   | 1     | 0      | 2     |
| 9    | Francia     | 1   | 0     | 0      | 1     |
| 9    | Grecia      | 1   | 0     | 0      | 1     |
| 9    | Suecia      | 1   | 0     | 0      | 1     |
| 12   | Eslovaquia  | 0   | 1     | 0      | 1     |
| 12   | Georgia     | 0   | 1     | 0      | 1     |
| 12   | Hungría     | 0   | 1     | 0      | 1     |
| 12   | Rumania     | 0   | 1     | 0      | 1     |
| 16   | Bielorrusia | 0   | 0     | 4      | 4     |
| 17   | Finlandia   | 0   | 0     | 1      | 1     |
| 17   | Israel      | 0   | 0     | 1      | 1     |
| 17   | Moldavia    | 0   | 0     | 1      | 1     |
|      | TOTAL       | 20  | 20    | 20     | 60    |